# Collegio di Edinburgh East
Edinburgh East è stato un collegio elettorale scozzese della Camera dei comuni del Parlamento del Regno Unito. Eleggeva un membro del Parlamento con il sistema maggioritario a turno unico. Con la revisione dei collegi del 2024, il collegio è stato espanso per comprendere la città di Musselburgh, pertanto è stato sostituito da Edinburgh East and Musselburgh.

## Estensione
Il collegio esistito dal 1885 al 1997 fu creato quando il collegio di Edimburgo fu abolito in favore di quattro nuovi collegi: Edinburgh East, Edinburgh Central, Edinburgh South e Edinburgh West. Edinburgh Central fu abolito nel 2005; quelli di East e West Edinburgh continuano ad essere utilizzati, anche se con estensione differente.
Il Redistribution of Seats Act 1885 stabilì che il collegio dovesse constare dei ward municipali di Broughton, Calton e Canongate, oltre alla parte di St. Leonard's che si trova a nord della linea che congiunge i centri di East Richmond Street e West Richmond Street.
Nel 1918 il collegio constava del "Burgh di Musselburgh e i ward di Edimburgo di Canongate e Portobello."
Edinburgh East divenne nel 2005 uno dei cinque collegi che coprivano la città di Edimburgo, tutti interamente contenuti nella città. Prima del 2005, la città era coperta da sei collegi, uno dei quali si estendeva oltre i confini municipali.
Il collegio di Edinburgh East, come definito nel 2005, consisteva di aree che si trovavano in precedenza nei collegi di Edinburgh East and Musselburgh, Edinburgh Central e Edinburgh South. Fu stato creato per sostituire Edinburgh East and Musselburgh. I collegi del Parlamento Scozzese mantengono tuttora i nomi e i confini dei vecchi collegi di Westminster.
Come indicato dal nome, Edinburgh East copriva una porzione orientale della città di Edimburgo, anche se si estendeva verso il centro cittadino. Includeva le aree di Craigmillar, Duddingston, Holyrood, Leith Links, Meadowbank, Milton, Mountcastle, Portobello, Prestonfield, Restalrig, Southside e Tollcross. Il collegio era prevalentemente urbano.
Nel 2024 il collegio è stato espanso per comprendere la città di Musselburgh, ed è stato rinominato Edinburgh East and Musselburgh.

## Membri del Parlamento
| Elezione | Elezione             | Deputato                                              | Partito                                               |
| -------- | -------------------- | ----------------------------------------------------- | ----------------------------------------------------- |
|          | 1885                 | George Goschen                                        | Indipendente Liberale                                 |
|          | 1886                 | George Goschen                                        | Liberale Unionista                                    |
|          | 1886 (S)             | Robert Wallace                                        | Liberale                                              |
| 1899 (S) | Sir George McCrae    |                                                       | Liberale                                              |
| 1909 (S) | Sir James Gibson, Bt |                                                       | Liberale                                              |
| 1912 (S) | James Myles Hogge    |                                                       | Liberale                                              |
|          | 1924                 | Thomas Drummond Shiels                                | Laburista                                             |
|          | 1931                 | David Marshall Mason                                  | Liberale                                              |
|          | 1935                 | Frederick Pethick-Lawrence                            | Laburista                                             |
| 1945 (S) | George Reid Thomson  |                                                       | Laburista                                             |
| 1947 (S) | John Wheatley        |                                                       | Laburista                                             |
| 1954 (S) | George Willis        |                                                       | Laburista                                             |
| 1970     | Gavin Strang         |                                                       | Laburista                                             |
|          | 1997                 | Collegio abolito                                      | Collegio abolito                                      |
|          | 2005                 | Collegio ricreato                                     | Collegio ricreato                                     |
|          | 2005                 | Gavin Strang                                          | Laburista                                             |
| 2010     | Sheila Gilmore       |                                                       | Laburista                                             |
|          | 2015                 | Tommy Sheppard                                        | SNP                                                   |
|          | 2024                 | Collegio sostituito da Edinburgh East and Musselburgh | Collegio sostituito da Edinburgh East and Musselburgh |

## Risultati elettorali

### Elezioni negli anni 2010
| Partito                    | Partito                          | Candidato                  | Risultati 12 dicembre 2019 | Risultati 12 dicembre 2019 |
| Partito                    | Partito                          | Candidato                  | Voti                       | %                          |
| -------------------------- | -------------------------------- | -------------------------- | -------------------------- | -------------------------- |
|                            | SNP                              | Tommy Sheppard             | 23 165                     | 48,45                      |
|                            | Laburista                        | Sheila Gilmore             | 12 748                     | 26,66                      |
|                            | Conservatore                     | Eleanor Price              | 6 549                      | 13,70                      |
|                            | Liberal Democratici              | Jill Reilly                | 3 289                      | 6,88                       |
|                            | Verdi                            | Claire Miller              | 2 064                      | 4,32                       |
|                            |                                  |                            |                            |                            |
| Iscritti                   | Iscritti                         | Iscritti                   | 69 424                     | 100,00                     |
| ↳ Votanti (% su iscritti)  | ↳ Votanti (% su iscritti)        | ↳ Votanti (% su iscritti)  | 47 815                     | 68,87                      |
| ↳ Astenuti (% su iscritti) | ↳ Astenuti (% su iscritti)       | ↳ Astenuti (% su iscritti) | 21 609                     | 31,13                      |
|                            |                                  |                            |                            |                            |
|                            | Esito: collegio confermato a SNP |                            |                            |                            |

| Partito                    | Partito                          | Candidato                  | Risultati 8 giugno 2017 | Risultati 8 giugno 2017 |
| Partito                    | Partito                          | Candidato                  | Voti                    | %                       |
| -------------------------- | -------------------------------- | -------------------------- | ----------------------- | ----------------------- |
|                            | SNP                              | Tommy Sheppard             | 18 509                  | 42,53                   |
|                            | Laburista                        | Patsy King                 | 15 084                  | 34,66                   |
|                            | Conservatore                     | Katie Mackie               | 8 081                   | 18,57                   |
|                            | Liberal Democratici              | Tristan Gray               | 1 849                   | 4,25                    |
|                            |                                  |                            |                         |                         |
| Iscritti                   | Iscritti                         | Iscritti                   | 65 894                  | 100,00                  |
| ↳ Votanti (% su iscritti)  | ↳ Votanti (% su iscritti)        | ↳ Votanti (% su iscritti)  | 43 622                  | 66,20                   |
| ↳ Astenuti (% su iscritti) | ↳ Astenuti (% su iscritti)       | ↳ Astenuti (% su iscritti) | 22 272                  | 33,80                   |
|                            |                                  |                            |                         |                         |
|                            | Esito: collegio confermato a SNP |                            |                         |                         |

| Partito                    | Partito                                  | Candidato                  | Risultati 7 maggio 2015 | Risultati 7 maggio 2015 |
| Partito                    | Partito                                  | Candidato                  | Voti                    | %                       |
| -------------------------- | ---------------------------------------- | -------------------------- | ----------------------- | ----------------------- |
|                            | SNP                                      | Tommy Sheppard             | 23 188                  | 49,24                   |
|                            | Laburista                                | Sheila Gilmore             | 14 082                  | 29,91                   |
|                            | Conservatore                             | James McMordie             | 4 670                   | 9,92                    |
|                            | Verdi                                    | Peter McColl               | 2 809                   | 5,97                    |
|                            | Liberal Democratici                      | Karen Utting               | 1 325                   | 2,81                    |
|                            | UKIP                                     | Oliver Corbishley          | 898                     | 1,91                    |
|                            | TUSC                                     | Ayesha Saleem              | 117                     | 0,25                    |
|                            |                                          |                            |                         |                         |
| Iscritti                   | Iscritti                                 | Iscritti                   | 67 174                  | 100,00                  |
| ↳ Votanti (% su iscritti)  | ↳ Votanti (% su iscritti)                | ↳ Votanti (% su iscritti)  | 47 089                  | 70,10                   |
| ↳ Astenuti (% su iscritti) | ↳ Astenuti (% su iscritti)               | ↳ Astenuti (% su iscritti) | 20 085                  | 29,90                   |
|                            |                                          |                            |                         |                         |
|                            | Esito: collegio passa da Laburista a SNP |                            |                         |                         |

| Partito                    | Partito                                | Candidato                  | Risultati 6 maggio 2010 | Risultati 6 maggio 2010 |
| Partito                    | Partito                                | Candidato                  | Voti                    | %                       |
| -------------------------- | -------------------------------------- | -------------------------- | ----------------------- | ----------------------- |
|                            | Laburista                              | Sheila Gilmore             | 17 314                  | 43,43                   |
|                            | SNP                                    | George Kerevan             | 8 133                   | 20,40                   |
|                            | Liberal Democratici                    | Beverley Hope              | 7 751                   | 19,44                   |
|                            | Conservatore                           | Martin Donald              | 4 358                   | 10,93                   |
|                            | Verdi                                  | Robin Harper               | 2 035                   | 5,10                    |
|                            | TUSC                                   | Gary Clark                 | 274                     | 0,69                    |
|                            |                                        |                            |                         |                         |
| Iscritti                   | Iscritti                               | Iscritti                   | 60 955                  | 100,00                  |
| ↳ Votanti (% su iscritti)  | ↳ Votanti (% su iscritti)              | ↳ Votanti (% su iscritti)  | 39 865                  | 65,40                   |
| ↳ Astenuti (% su iscritti) | ↳ Astenuti (% su iscritti)             | ↳ Astenuti (% su iscritti) | 21 090                  | 34,60                   |
|                            |                                        |                            |                         |                         |
|                            | Esito: collegio confermato a Laburista |                            |                         |                         |

### Elezioni negli anni 2000
| Partito                    | Partito                                      | Candidato                  | Risultati 5 maggio 2005 | Risultati 5 maggio 2005 |
| Partito                    | Partito                                      | Candidato                  | Voti                    | %                       |
| -------------------------- | -------------------------------------------- | -------------------------- | ----------------------- | ----------------------- |
|                            | Laburista                                    | Gavin Strang               | 15 899                  | 40,04                   |
|                            | Liberal Democratici                          | Gordon Mackenzie           | 9 697                   | 24,42                   |
|                            | SNP                                          | Stefan Tymkewycz           | 6 760                   | 17,02                   |
|                            | Conservatore                                 | Mev Brown                  | 4 093                   | 10,31                   |
|                            | Verdi                                        | Cara Gillespie             | 2 266                   | 5,71                    |
|                            | Socialista                                   | Catriona Grant             | 868                     | 2,19                    |
|                            | Death, Dungeons and Taxes Party              | Brett Harris               | 89                      | 0,22                    |
|                            | Lega Comunista                               | Peter Clifford             | 37                      | 0,09                    |
|                            |                                              |                            |                         |                         |
| Iscritti                   | Iscritti                                     | Iscritti                   | 64 778                  | 100,00                  |
| ↳ Votanti (% su iscritti)  | ↳ Votanti (% su iscritti)                    | ↳ Votanti (% su iscritti)  | 39 709                  | 61,30                   |
| ↳ Astenuti (% su iscritti) | ↳ Astenuti (% su iscritti)                   | ↳ Astenuti (% su iscritti) | 25 069                  | 38,70                   |
|                            |                                              |                            |                         |                         |
|                            | Esito: collegio a Laburista (nuovo collegio) |                            |                         |                         |

## Risultati dei referendum

### Referendum sulla permanenza del Regno Unito nell'Unione europea del 2016
|        | Collegio       | Lasciare UE % | Rimanere in UE % |
| ------ | -------------- | ------------- | ---------------- |
|        | Edinburgh East | 27,6%         | 72,4%            |
| Scozia | 38,0%          | 62,0%         |                  |
|        | Regno Unito    | 51,9%         | 48,1%            |

### Referendum sull'indipendenza della Scozia del 2014
|        | Collegio       | Voti NO | % No      | Voti SI | % Sì  |
| ------ | -------------- | ------- | --------- | ------- | ----- |
|        | Edinburgh East | 30 632  | 52,7%     | 27 500  | 47,3% |
| Scozia | 2 001 926      | 55,3%   | 1 617 989 | 44,7%   |       |